# Nagroda Anioły Farmacji i Anioły Medycyny
Nagroda Anioły Farmacji i Anioły Medycyny – nagroda dla farmaceutów i lekarzy, do której swoich kandydatów zgłaszają  pacjenci w podziękowaniu za troskliwą opiekę, empatię i poświęcenie. Uroczystość wręczenia „Aniołów” organizowana jest co roku przez Fundację Anioły Farmacji i Anioły Medycyny. Laureaci otrzymują złote statuetki "Anioła". Przedsięwzięcie ma charakter „non-profit”. Pomysłodawcą nagrody i założycielem Fundacji Anioły Farmacji i Anioły Medycyny jest Adam Górczyński.

## Idea Nagrody
"Anioły" są najszlachetniejszą formą podziękowania i wdzięczności pacjentów. Nagroda jest wyrazem szacunku wobec farmaceutów
i lekarzy, którzy w codziennych działaniach wyróżniają się wyjątkową troską i ponadstandardową opieką wobec chorych. Ważnym
przesłaniem nagrody jest również integracja środowisk  farmaceutów, lekarzy i pacjentów w myśl zasady „CZŁOWIEK – ZDROWIE – MIŁOŚĆ”.

## Nominacja i wybór
Procedura przyznawania nagrody jest trzystopniowa: 
- W I etapie kandydatów do nagrody zgłaszają pacjenci z całego kraju.
- W II etapie Fundacja wybiera 200 nominowanych (100 farmaceutów i 100 lekarzy), którzy otrzymali najwięcej zgłoszeń pacjentów.
- W III etapie Kapituła Honorowa Nagrody wyłania 20 laureatów – 10 farmaceutów i 10 lekarzy. Zgodnie z Regulaminem Nagrody Kapituła podejmuje decyzję, uwzględniając liczbę nominacji uzyskanych przez kandydatów, oceniając prace napisane przez nich na wskazany przez Kapitułę temat, opinię, jaką cieszą się w środowisku lekarzy  i farmaceutów oraz liczbę nominacji w latach ubiegłych.
- Honorowe Anioły przyznawane są w procedurze jednostopniowej: na wspólny wniosek pomysłodawcy nagrody i Kapituły.

## Skład Kapituły Nagrody
- Prof. dr hab. n. med. Jerzy Woy-Wojciechowski - Przewodniczący Kapituły. Prezes Honorowy Polskiego Towarzystwa Lekarskiego.
- Adam Górczyński  -Redaktor Naczelny „Mody na Zdrowie”. Pomysłodawca Nagrody Anioły Farmacji i Anioły Medycyny.
- Prof. dr hab. n. farm. Roman Kaliszan - Kierownik Katedry i Zakładu Biofarmacji, Farmakodynamiki UM w Gdańsku, członek PAN.
- Krystyna Kofta - Pisarka i felietonistka, ambasadorka kobiet po mastektomii.
- Dr n. farm. Romualda Lange - Laureatka I edycji nagrody Anioły Farmacji.
- Stanisław Maćkowiak - Prezes Federacji Pacjentów Polskich.
- Katarzyna Miller - Psycholog i psychoterapeuta.
- Arkadiusz Nowak - Ksiądz Prezes Instytutu Praw Pacjenta i Edukacji Zdrowotnej.
- Prof. dr hab. n. farm. Janusz Pluta - Przewodniczący Polskiego Towarzystwa Farmaceutycznego.
- Prof. dr hab. n. med. Jarosław Reguła - Krajowy Konsultant w dziedzinie Gastroenterologii.
- Prof. dr hab. n. med. Grażyna Rydzewska - Kierownik Kliniki Gastroenterologii CSK MSWiA, kobieta Medycyny roku 2014.
- Prof. dr hab. n. med. Witold Zatoński - Kierownik Zakładu Epidemiologii i Prewencji Nowotworów.
- Jakub Zieliński - od ponad 15 lat związany z branżą internetową, CEO i założyciel Grupy NextWeb Media, wydawca serwisu abcZdrowie.pl, obecnie Dyrektor Obszaru Zdrowie  i Dziecko w Wirtualnej Polsce.

## Statuetka

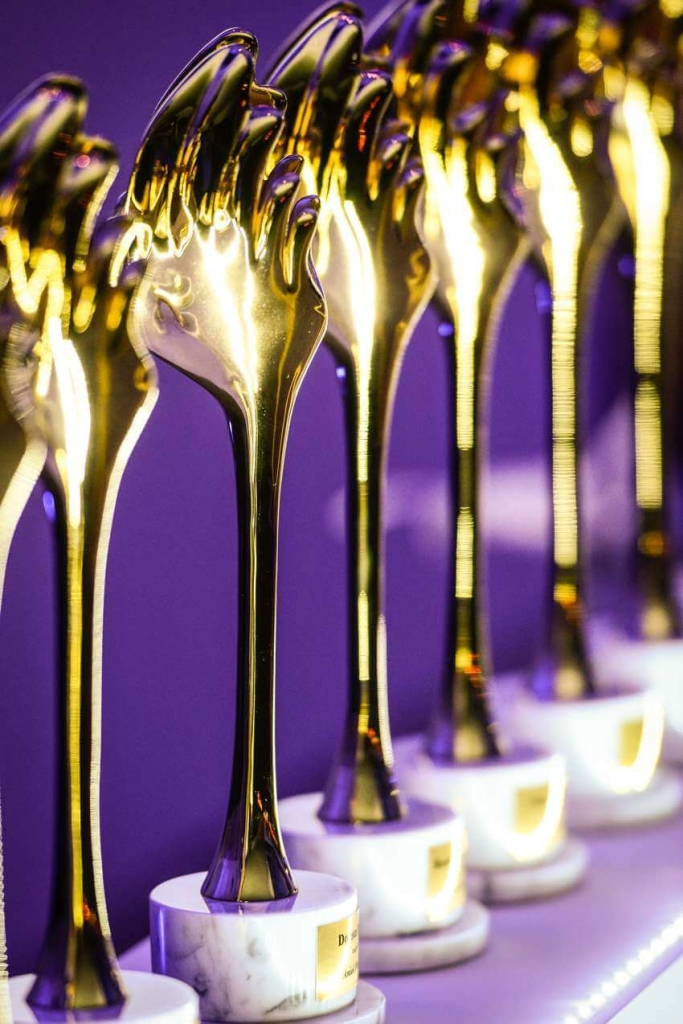
Anioły

Statuetka przedstawia lekko rozpostarte dłonie, symbol troski oraz empatycznej pomocy farmaceutycznej i lekarskiej. W innym symbolicznym ujęciu statuetka przedstawia skrzydła anioła, które wyrażają ochronę i opiekę. Wykonana jest ze szlachetnych stopów metali, a jej wierzchnia powłoka pokryta jest 24 karatowym złotem.

## Anioły Honorowe
Statuetki Aniołów Honorowych to dwie dodatkowe nagrody, które przyznawane są osobom z różnych dziedzin życia za wyjątkową i niestrudzoną działalność na rzecz zdrowia.
Za  rok 2014 statuetki otrzymali - dr Anna Religa, która odebrała ją w imieniu zmarłego w 2009 roku męża, prof. Zbigniewa Religi oraz twórcy filmu fabularnego o profesorze – „Bogowie”.
Za rok 2015 nagrody honorowe trafiły do Ewy Błaszczyk – Prezes Fundacji „Akogo?” oraz do Małgorzaty Maćkowiak – Dyrektor Stowarzyszenia „Ars Vivendi".
Za rok 2016 nagrodę przyznano Bożenie Walter - założycielce fundacji „nie jesteś sam" i samej Fundacji „nie jesteś sam".

## Uroczystość wręczenia Nagród
W 2012 roku po raz pierwszy wręczono Anioły Farmacji, w 2013 roku – nagrodę rozszerzono o Anioły Medycyny, zaś w 2014 roku – o Anioły Honorowe.
Uroczyste wręczenie nagród odbywa się zawsze z okazji Światowego Dnia Chorego  i dotyczy roku poprzedniego. Ostatnia gala (za rok 2015) odbyła się 10 lutego 2016 roku w Filharmonii Narodowej w Warszawie, a w jej części artystycznej wystąpiła  Kate Liu (amerykańska pianistka, laureatka III nagrody na XVII  Międzynarodowym Konkursie Pianistycznym im. Fryderyka Chopina w 2015 roku). Uroczystość poprowadził Szymon Hołownia, zaś nagrody wręczali znani pacjenci, m.in.: Krystyna Kofta, Halina Frąckowiak, Krzysztof Hołowczyc, Jan Mela.

## Laureaci Nagrody Anioły Farmacji
| 2011                                                     | 2013                                               | 2014                                               | 2015                                                  | 2016                                                   | 2017                                                   |
| -------------------------------------------------------- | -------------------------------------------------- | -------------------------------------------------- | ----------------------------------------------------- | ------------------------------------------------------ | ------------------------------------------------------ |
| magister farmacji Agnieszka Barnigiel, Solec Kujawski    | magister farmacji Grażyna Barańska, Tyszowce       | magister farmacji Małgorzata Banaszak, Krzywin     | magister farmacji Renata Balczyńska, Piastów          | magister farmacji Małgorzata Banaszak, Krzywiń         | magister farmacji Anna Dobrowolska, Mogielnica         |
| magister farmacji Bartłomiej Bojdylla, Katowice          | magister farmacji Barbara Byszuk, Kończyce Małe    | magister farmacji Anna Beneda, Borkowo             | magister farmacji Małgorzata Biesok, Cieszyn          | magister farmacji Magdalena Brzezińska, Wrocław        | magister farmacji Anna Kobylińska, Warszawa            |
| magister farmacji Władysława Czujko-Cyrońska, Skwierzyna | magister farmacji Danuta Dudek, Nowa Ruda          | magister farmacji Marek Chomka, Zbuczyn            | magister farmacji Edyta Hofman, Kraśnik               | magister farmacji Elżbieta Fliszkiewicz, Pionki        | magister farmacji Anna Markiewicz-Sak, Skierbieszów    |
| magister farmacji Krystyna Daniluk, Biała Podlaska       | magister farmacji Radosław Dziok, Dąbrowa Górnicza | magister farmacji Aleksandra Dziedzic, Warszawa    | magister farmacji Grzegorz Karcz, Wrocław             | magister farmacji Monika Sak-Jabłońska, Skierbieszów   | magister farmacji Małgorzata Salwa, Kielce             |
| magister farmacji Dorota Dudek, Kozienice                | magister farmacji Magdalena Ekielska, Brwinów      | magister farmacji Katarzyna Jarzembowska, Poznań   | magister farmacji Maria Korpal, Poznań                | magister farmacji Maria Sobieraj, Międzyrzecz          | doktor nauk farmaceutycznych Lucyna Samborska, Dębica  |
| magister farmacji Katarzyna Gniedziejko, Pułtusk         | magister farmacji Krzysztofa Frelich, Knurów       | magister farmacji Joanna Markiewicz, Kołobrzeg     | magister farmacji Anna Leszczyńska, Legnica           | magister farmacji Iwona Reinholz-Cynajek, Łobżenica    | magister farmacji Adelina Szczecińska, Unisław         |
| doktor nauk farmaceutycznych Romualda Lange, Gdynia      | magister farmacji Anna Kobylińska, Warszawa        | magister farmacji Anna Szulc, Chorzele             | magister farmacji Dorota Mocek-Dawidzińska, Rymań     | magister farmacji Teresa Popielec, Janów Lubelski      | magister farmacji Ewa Szubertowska, Złotniki Kujawskie |
| magister farmacji Walter Pyka, Popielów                  | magister farmacji Zofia Kurek, Wojnicz             | magister farmacji Łukasz Waligórski, Środa Wlkp.   | magister farmacji Anna Niedziałek, Radom              | magister farmacji Anna Przychodzeń-Woś, Janów Lubelski | magister farmacji Wanda Wanowska-Frączek, Szczecin     |
| magister farmacji Agnieszka Stach, Zabrze                | magister farmacji Agnieszka Nowakowska, Szczecin   | magister farmacji Anna Wojnar, Krosno              | magister farmacji Dorota Polkowska, Gdańsk            | magister farmacji Hanna Stołowska, Chojna              | magister farmacji Ewa Wyszomirska, Szczyrk             |
| magister farmacji Anna Tychmanowicz, Warszawa            | magister farmacji Rozalia Przeworska, Warszawa     | magister farmacji Dorota Zawiślan-Korta, Trzebinia | doktor nauk farmaceutycznych Lucyna Samborska, Dębica | doktor nauk farmaceutycznych Michał Wysocki, Brzeg     |                                                        |

## Laureaci Nagrody Anioły Medycyny
| 2013                                                          | 2014                                                                          | 2015                                                                                         | 2016                                                                                   | 2017                                                                    |
| ------------------------------------------------------------- | ----------------------------------------------------------------------------- | -------------------------------------------------------------------------------------------- | -------------------------------------------------------------------------------------- | ----------------------------------------------------------------------- |
| Elżbieta Bręborowicz doktor nauk medycznych, Poznań           | Włodzimierz Baranowski profesor doktor habilitowany nauk medycznych, Warszawa | Beata Blajer-Olszewska lekarz medycyny, Rzeszów                                              | Dorota Bednarska-Chabowska doktor nauk medycznych, Wrocław                             | Izabela Banaś doktor nauk medycznych, Łódź                              |
| Stanisław Frankowski doktor nauk medycznych, Bydgoszcz        | Andrzej Bulski lekarz medycyny, Koluszki                                      | Andrzej Borówka profesor doktor habilitowany nauk medycznych, Warszawa                       | Przemysław Bejga lekarz medycyny, Nowa Sól                                             | Agnieszka Florek onkolog, Kielce                                        |
| Tadeusz Frączek lekarz medycyny, Krynica                      | Urszula Czernek doktor nauk medycznych, Łódź                                  | Małgorzata Chudzik lekarz medycyny, Weliszew                                                 | Monika Czerska doktor nauk medycznych, Węgrów                                          | Renata Grzybowska specjalista medycyny rodzinnej, Przeworsk             |
| Anna Gabig lekarz medycyny, Sztum                             | Anna Łagowska-Wichrowska lekarz medycyny, Kwidzyn                             | Renata Heise lekarz medycyny, Bydgoszcz                                                      | Ewa Dądalska doktor nauk medycznych, Wołomin                                           | Marek Karwacki onkolog, Warszawa                                        |
| Anna Kołacińska lekarz medycyny, Oleśnica                     | Marzena Nogieć lekarz medycny, internista, Prudnik                            | Alicja Kępińska-Wnuk lekarz medycyny, Kraków                                                 | Tomasz Dzierżanowski doktor nauk medycznych, Warszawa                                  | Katarzyna Kolossa reumatolog, Bydgoszcz                                 |
| Barbara Kowalewska doktor nauk medycznych, Bydgoszcz          | Jacek Nowacki lekarz medycyny, Opoczno                                        | Renata Mańko-Juraszek doktor nauk medycznych, Bielsko-Biała                                  | Maria Giżewska doktor habilitowany nauk medycznych profesor nadzwyczajny PUM, Szczecin | Zenon Lewicki specjalista chirurgii ogólnej i onkologicznej, Inowrocław |
| Maria Kwiatkowska lekarz medycyny, Świdnica                   | Krystyna Pucer-Świentuchowska lekarz medycyny, Biała Podlaska                 | Piotr Salomon doktor nauk medycznych, Bielsko-Biała                                          | Piotr Kędzierawski doktor nauk medycznych, Kielce                                      | Feliks Maciejewski specjalista chirurg, Kraśnik                         |
| Izabela Lenartowicz lekarz medycyny, Katowice                 | Barbara Skrobot lekarz medycyny, Koszyce                                      | Anna Sito lekarz medycyny, Jędrzejów                                                         | Barbara Kuźnar-Kamińska doktor nauk medycznych, Poznań                                 | Anna Prokop specjalista medycyny paliatywnej, Bydgoszcz                 |
| Krystyna Pucer-Świentuchowska lekarz medycyny, Biała Podlaska | Przemysław Wierzbicki lekarz medycyny, Wołomin                                | Jolanta Sykut- Cegielska profesor nadzwyczajny doktor habilitowany nauk medycznych, Warszawa | Grażyna Majcher-Witczak doktor nauk medycznych, Kielce                                 | Andrzej Swatowski specjalista chorób wewnętrznych, Kraśnik              |
| Krzysztof Tuszyński doktor nauk medycznych, Poznań            | Wioletta Zagórska doktor nauk medycznych, Warszawa                            | Janusz Wojtacki doktor nauk medycznych, Gdańsk                                               | Paweł Rajewski doktor nauk medycznych, Bydgoszcz                                       | Elżbieta Śniatowska-Szymańska specjalista medycyny rodzinnej, Warszawa  |

## Laureaci Nagrody Anioły Honorowe
| 2014                                                                        | 2015                                                       | 2016                                                 |
| --------------------------------------------------------------------------- | ---------------------------------------------------------- | ---------------------------------------------------- |
| profesor Zbigniew Religa Kardiolog                                          | Ewa Błaszczyk Prezes Fundacji „Akogo?”                     | Bożena Walter założycielka Fundacji „nie jesteś sam" |
| Piotr Woźniak-Starak Krzysztof Rak Łukasz Palkowski Autorzy filmu „Bogowie" | Małgorzaty Maćkowiak Dyrektor Stowarzyszenia „Ars Vivendi" | Fundacja „nie jesteś sam"                            |

## Przydatne linki
- Fundacja Anioły Farmacji i Anioły Medycyny
- Facebook Fundacji Anioły Farmacji i Anioły Medycyny